# Universités d’été euroméditerranéennes des homosexualités
L'université d'été euro-méditerranéenne des homosexualités (UEEH), anciennement université d'été homosexuelle (UEH, UEH de Marseille), est un évènement culturel et politique homosexuel français puis européen, qui a régulièrement lieu depuis 1979 à Marseille.

## Histoire
La première édition de l'UEEH est organisée du 15 au 21 juillet 1979 sur le campus universitaire de Luminy, par le Groupe de libération homosexuelle de Marseille, en particulier son président, Jacques Fortin, et bénéficie du soutien du maire de la ville, Gaston Defferre,,,,.  En revanche, le maire d'Aix-en-Provence, Alain Joissains, fait arracher toutes les affiches de l'évènement placées dans sa ville. L'évènement réuni plusieurs centaines de personnes aux forums et ateliers de réflexion dans la partie université d'été et plusieurs milliers au gala, où se produisent Les Mirabelles.
Lors de cette édition, la communauté homosexuelle militante française prend conscience de sa faible capacité à peser, notamment face aux deux grandes actualités médiatiques de l'année, l'affaire Fourniols et l'affaire Croissant, et se restructure par la création du comité d'urgence anti-répression (COUAR puis CUARH), le collectif homosexuel de l'éducation nationale (CHED) et le groupe de recherche pour une enfance différente (GRED).
La deuxième édition a lieu du 26 juillet au 1er aout 1981 : elle accueille de nombreuses discussions, notamment sur l'enfance homosexuelle à l'initiative du GRED, mais aussi sur l'écriture homosexuelle, le théâtre ou la follitude. Mais il s'agit aussi d'un moment de tension entre gays et lesbiennes lors du débat sur la mixité du mouvement homosexuel en général et sur le vocabulaire lié à la sexualité en particulier. La troisième édition a lieu en 1983, du 10 au 17 juillet,.
Deux autres éditions ont lieu, en 1985 et en 1987, même si elles sont oubliées par les organisateurs des UEEH eux-mêmes. L'épidémie de sida interrompt les UEH pendant 12 ans, avant qu'elles reviennent en 1999, passant d'un focus gay et lesbien à LGBTQI et féministe et à un fonctionnement autogéré. En particulier, les UEEH sont l'un des rares espaces français LGBTQI à donner une véritable visibilité à la transidentité. La reprise se fait par un collectif fondé en association.
En 2001, les UEEH mettent en place une action permettant d'évaluer qualitativement de nouveaux documents de réduction des risques sexuels en plus des nombreux ateliers, documentaires, conférences-débats, spectacles, et soirées techno. À cette époque, le budget permet de salarier une personne à l’année et environ 800 personnes assistent à l'évènement. Malgré cela, à la suite de différends politiques, l’équipe d’organisation démissionne et convoque des assises en 2003.
En 2003 la semaine fut raccourcie à un week-end pour faire des assises et définir de nouvelles bases plus portées sur l'autogestion, le féminisme. Le sous-titre « rencontres Lesbigaytransqueers » exprime une volonté d'inclure des évènements non-mixtes. 
Les treizièmes rencontres se sont déroulées du 16 au 23 juillet 2007 à Marseille. La thématique est alors internationale .
En 2009, les UEEH ont 30 ans et les quinzièmes rencontres ont eu lieu du 16 au 29 juillet sur le campus de Luminy, à l'École Supérieure des Beaux-Arts de Marseille (qui soutient l'initiative depuis 1979), sur le thème « Relations intercommunautaires et Féminismes » : Une semaine d'ateliers et de réunions, dont un jour de colloque public sur le thème du féminisme, et une semaine (quelques jours en amont et quelques jours en aval) pour la préparation et le rangement. En effet, depuis 2008, les UEEH tendent à être un évènement autogéré, et sont fréquentées par plus de lesbiennes et de personnes trans. Entre 180 et 200 participantes et participants y ont pris part en 2009. 
En 2010, les UEEH s'organisent autour d'un colloque sur le thème : « Corps et Identité ».
En juillet 2012, les UEEH ont organisé des assises, afin de faire le point sur ce qu'elles étaient devenues et ce vers quoi elles voulaient s'orienter. Les assises ont conduit à une refonte de l'organisation de l'association[réf. nécessaire] afin de mieux mettre en pratique le projet d'autogestion féministe voulu par les assises de 2003. 
En 2014, les UUEH sont primées par les internautes de Yagg.
En 2016, elles sont accueillies pour la première fois au lycée agricole de Valabre.